# Napoli (zespół muzyczny)
Napoli – projekt muzyczny białoruskiej piosenkarki Olgi Szymańskiej, do 2015 funkcjonujący jako trio muzyczne.

## Historia zespołu
Olga Szymańska, białoruska piosenkarka o polskich korzeniach, w 2014 razem z Iloną Muntean i Ilią Krawczukiem zajęła ósme miejsce z utworem „Stay with Me” w białoruskich eliminacjach do 59. Konkursu Piosenki Eurowizji. Krótko później miejsce tragicznie zmarłego Krawczuka w zespole zajął Siergiej Bołobołow. Grupa w 2015 z piosenką „My Dreams” zajęła szóste miejsce w finale krajowych selekcji do 60. Konkursu Piosenki Eurowizji. Muzycy w międzyczasie koncertowali, występując m.in. na Międzynarodowym Festiwalu Sztuk „Słowiański Bazar” w Witebsku.
Od 2016 Napoli jest solowym projektem Olgi Szymańskiej, która w 2016 z utworem „My Universe”, skomponowanym przez Leonida Szirina, zajęła drugie miejsce w białoruskich eliminacjach do 61. Konkursu Piosenki Eurowizji. Za namową fanów, z tą samą piosenką zgłosiła się do polskich preselekcji eurowizyjnych, i została zakwalifikowana do finału, który odbył się 5 marca 2016 i w którym zajęła ostatnie, dziewiąte miejsce. W listopadzie 2016 została ogłoszona reprezentantką Polski z utworem „Masal gibi bu dünya” w Konkursie Piosenki Turkowizji, którego finał jednak został odwołany. 
Od 2017 rokrocznie bierze udział w białoruskich eliminacjach eurowizyjnych: w 2017 startowała z utworem „Let’s Come Together”, w 2018 z piosenką „Chasing Rushes”, a w 2019 z numerem „Let It Go”. W 2020 reprezentowała obwód moskiewski z utworem „Hadi Gel” w 4. Konkursie Piosenki Turkowizji, w którym otrzymała także nagrodę publiczności za cover utworu „Sari Gelin” wykonywanego przez każdego z uczestników.